# Borboly Csaba
Borboly Csaba (Gyergyószentmiklós, 1974. augusztus 8.) székelyföldi magyar politikus, a Romániai Magyar Demokrata Szövetség (RMDSZ) egyik vezetője, 2000–2004 között megyei tanácsos volt, 2004–2008 között a megyei tanács alelnöki tisztségét töltötte be, 2008 és 2024 között a megyei tanács elnöke, 2024-től pedig alelnöke. Az RMDSZ Csíki Területi Szervezetének 2007 óta az elnöke.

## Élete

### Politikai pályafutása
Az RMDSZ Csíki területi szervezetének elnöke, 2015-ben elnöki posztjára újraválasztották.
2008 óta Hargita Megye Tanácsának elnöke, posztjára 2012-ben, 2016-ban és 2020-ban is[forrás?] újraválasztották.
2024-től Hargita Megye Tanácsának alelnöke.[forrás?]
Az RMDSZ Országos Önkormányzati Tanácsának elnöki tisztségét 2008 óta töltötte be, 2011-ben újraválasztották.
2012-től az Európai Unió Régiók Bizottsága tagjaként tevékenykedett, tagja a Környezetvédelem, éghajlatváltozás és energiaügy szakbizottságnak (ENVE) illetve az Oktatás, ifjúság, kultúra és kutatás (EDUC) szakbizottságnak. 2015-ben újraválasztották.